# ويليام دايموند
ويليام دايموند (بالإنجليزية: William Diamond)‏ هو سياسي أمريكي، ولد في 19 فبراير 1945 بغاردينر في الولايات المتحدة. حزبياً، نشط في Maine Democratic Party ‏ والحزب الديمقراطي. وقد انتخب عضو مجلس نواب مين وانتخب عضو مجلس ولاية مين.